# Herman Bang

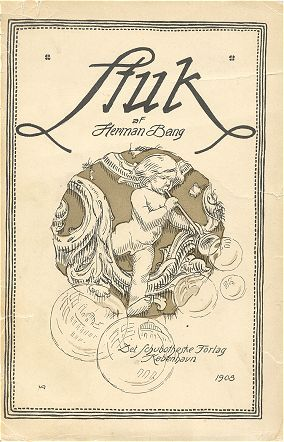
Omslaget till Bangs roman Stuk

Herman Bang, född 20 april 1857 i Asserballe på Als i Slesvig, död 29 januari 1912 i Ogden, Utah, USA, var en dansk författare och journalist. Föräldrarna var sockenprästen Frederik Ludvig Bang (1816–1875) och Thora Elisabeth Salomine Blach (1829–1871).
Bang blev student 1875 och började sedan i enlighet med familjens önskan att studera juridik. Hans tidigt väckta intresse för teatern tog emellertid överhand, och hans studier riktade sig företrädesvis på skönlitteraturen, varvid han i synnerhet fängslades av den franska realismen (Balzac, Dumas d.y., Zola). När hans debut som skådespelare misslyckats, slog han sig på författar- och tidningsmannaverksamhet. Hans artiklar väckte uppmärksamhet, och Topsøe gjorde honom till teater- och litteraturkritiker i Dagbladet; hans proverber för scenen gjorde lycka och kom på modet. Senare under en följd av år medarbetade han i Nationaltidende, och var genom sin egendomliga, maniererade, alltid på effekt beräknade stil, en bland skaparna av den danska journalistikens moderna form. En del av dessa tidningsartiklar samlades i Realisme og Realister (1879), Kritiske Studier og Udkast (1880) och Herhjemme og derude (1881). 
Under påverkan av den franska naturalismen och danskar som J.P. Jacobsen m. fl. hade Bang samtidigt börjat författa novellistik. Tunge Melodier (1880) var tungsint känslosamma, romanen Haabløse Slægter (1880, 2:a upplagan 1884; "Slägter utan hopp", 1882), vars första upplaga beslagtogs på grund av sensuella skildringar, vittnar om en stor förmåga av intensiv stämning och ger en hemsk, psykologiskt känslig bild av ett olyckligt hem och en därifrån utgången ärftligt belastad ungdom. Därpå följde novellsamlingarna Præster (1883), Excentriske Noveller (1885), Stille Existenser (1886), vilken sistnämnda bl.a. innehåller Ved Vejen (utgiven för sig 1898), som av många anses som Bangs förnämsta arbete, och Under Aaget (1890), samt romanerna Fædra (1883; dramatiserad i Ellen Urne, 1885), där en adlig släkts urartning skildras, Stuk (1887), en historia om köpenhamnsk affärssvindel, Tine (1889, 2:a upplagan 1900; översatt till sv. 1902), som innehåller barndomsminnen från kriget 1864, Ludvigsbakke (1896; 2:a upplagan 1903), Det hvide Hus (1898) och Det graa Hus (1901; Två hem, det hvita huset och det grå huset, 1902), Liv og Død (1899), Sommerglæder (2 upplagan 1902; "Sommarnöjen", 1902), Ravnene (1902) och Mikaël (1904). 
Bangs motivval rör sig väsentligen på två helt skilda livsområden. Det ena är de olyckliga, livströtta och sjukliga unga människor, vilka nästan planlöst föras ikring ute i det febrila och fordrande världslivet. Det andra är en del livets styvbarn, som har sin undangömda och obetydliga tillvaro i skumma och trånga vråar. Jämte stämningar av fatalistisk tyngd och nervös ängslan, ger han med förkärlek smålustiga och sympatiskt humoristiska genretavlor. Han har utbildat en stil, som med allt sitt manér äger stora förtjänster genom känslighet och skärpa. Där har talspråkets egenskap att återge ögonblickets liv utvecklats till en impressionistisk, litterär stil av stor intensitet.
Efter att 1884 ha lämnat sin plats vid Nationaltidende förde Bang i flera år som känd och ofta illa sedd homosexuell ett kringflackande liv i Danmark och utlandet, delvis som deklamatör och skådespelare, samt sökte särskilt främja uppförandet av nordiska skådespel i Frankrike. Efter ett par år blev han dock åter journalist i Köpenhamn. 
År 1912 inledde Herman Bang ensam en sedan länge planerad resa: uppläsningsturnén "Rejsen om Jorden" från New York till Japan. Han ankom till New York 23 januari 1912. Den 28 januari 1912 blev han funnen döende i tåget från Chicago till Kalifornien på sträckan mellan Cheyenne och Ogden. Dödsorsaken är omtvistad. Herman Bangs grav finns på Vestre Kirkegård i Köpenhamn.